# Língua yaroame
Yaroame (Ỹaroamë) é uma língua da família linguística ianomâmi.